# Georg Wallace
Ne pas confondre avec l'homme politique américain George Wallace (1919-1998).
Pour les articles homonymes, voir Wallace.
Georg Wallace, né le 6 juin 1804 et mort le 20 février 1890, est un homme politique norvégien. 

## Biographie
Il est élu au parlement norvégien en 1851, représentant la circonscription de Bergen. Il y travaille comme boulanger puis commerçant. Il ne fait qu'un seul mandat.